# Tacaratu
Tacaratu é um município brasileiro do estado de Pernambuco, localizado na região do Médio São Francisco.

## Etimologia
O nome Tacaratu é de origem indígena Pankararu, que significa "serra de muitas pontas ou cabeços", devido às muitas serras pontiagudas na região.

## História
Originalmente, Taracatu foi um distrito, criado por alvará de 24 de maio de 1808, elevado depois à condição de vila pela lei provincial nº 248, de 16 de junho de 1849, com sede na povoação de Tacaratu. Em 1887, a lei provincial nº 1.885 transfere de Tacaratu para a povoação de Jatobá a sede do município. A lei estadual nº 991, de 1º de julho de 1909, eleva Tacaratu à condição de cidade, com a denominação de Jatobá. Essa denominação se manteve até 1928, quando a lei estadual nº 1.931 transferiu a sede do município de volta a Tacaratu, renomeando o município. Essa configuração se manteve até 9 de dezembro de 1938, quando o decreto-lei estadual nº 235 transferiu de Tacaratu para Itaparica a sede do município, passando este a se chamar Itaparica — e Tacaratu, rebaixado à condição de distrito. Somente em 30 de dezembro de 1953, por força da lei estadual nº 1.819, Taracatu é definitivamente elevado à categoria de município, desmembrando-se de Petrolândia (antiga Itaparica).

## Geografia
Dois distritos compõem o município: Taracatu (sede) e Caraibeiras.
Além dos distritos, o município tem mais de 90 povoados, incluindo as comunidades indígenas.
- Sítio Água Preta
- Sítio Alto do Angico
- Sítio Baixa da Quixaba
- Sítio Baltazar
- Sítio Barra
- Sítio Boa Esperança
- Sítio Coelho
- Sítio Coito
- Sítio Curralinho
- Sítio Croatá
- Sítio Gabriel
- Sítio Lages
- Sítio Laginha
- Sítio Lúcio
- Sítio Olho Dágua do Bruno
- sítio Olho Dágua do Julião
- Sítio Ouricuri
- Sítio Malhada do Saco
- Sítio Morcego
- Sítio Paquiu
- Sítio Pingos
- Sítio Pitombeira
- Sítio Rodrigues
- Sítio Salgadinho
- Sítio Tacaicó
- Sítio Tacaratuzinho
- Sítio Tiririca
- Sítio Traíra
- Sítio Viera do Moxotó

### Limites
| Noroeste: Floresta e Petrolândia | Norte: Floresta      | Nordeste: Inajá            |
| Oeste: Petrolândia               |                      | Leste: Inajá               |
| Sudoeste: Itacuruba              | Sul: Estado da Bahia | Sudeste: Estado de Alagoas |

### Clima
O clima do município é o clima semiárido, do tipo Bsh. Os verões são quentes e secos, é neste período em que praticamente quase não há chuvas. Os invernos são mornos e úmidos, com o aumento de chuvas; as mínimas podem chegar a 14°C. As primaveras são muito quentes e secas, com temperaturas muito altas, que em que algumas ocasiões podem chegar a mais de 35°C.
- Tipo de clima: Semiárido [9]
- Precipitação pluviométrica: 733 mm/ano[9]

### Relevo
O município localiza-se na unidade ambiental da depressão sertaneja, com relevo suave a ondulado. 

### Vegetação
A vegetação do município é composta por caatinga hiperxerófila. 

### Solo
Em relação aos solos, nos Patamares Compridos e Baixas Vertentes do relevo suave ondulado ocorrem os Planossolos, mal drenados, fertilidade natural média problemas de sais; Topos e Altas Vertentes, os solos Brunos não Cálcicos, rasos e fertilidade natural alta; Topos e Altas Vertentes do relevo ondulado ocorrem os Podzólicos, drenados e fertilidade natural média e as Elevações Residuais com os solos Litólicos, rasos, pedregosos e fertilidade natural média. 

### Geologia
O município de Tacaratu é constituída pelos litotipos dos complexos Gnáissico-migmatítico Sobradinho-Remanso e Riacho Seco, dos gnaisses Arapuá, Bangê e Bogó, do Complexo Saúde, dos Granitóidessin e póstectônicos. 

## Demografia
Segundo o censo 2013 do IBGE, Tacaratu possui uma população de 23.833 habitantes, distribuídos numa área de 1.264,531 km², tendo assim, uma densidade demográfica de 17,45 hab/km². 

## Economia
Segundo dados sobre o produto interno bruto dos municípios, divulgado pelo IBGE referente ao ano de 2011, a soma das riquezas produzidos no município é de 99.198 milhões de reais (116° maior do estado). Sendo o setor de serviços o mais representativo na economia tacaratuense, somando 75.389 milhões. Já os setores industrial e da agricultura representam 13.262 milhões e 7.233 milhões, respectivamente. O PIB per capita do município é de 4.418,63 mil reais (177° maior do estado), um dos menores do estado. 